# قلعه حسن (شیروان)
قلعه حسن روستایی در دهستان سیوکانلو بخش مرکزی شهرستان شیروان استان خراسان شمالی ایران است.

## جمعیت
بر پایه سرشماری عمومی نفوس و مسکن در سال ۱۳۹۵ جمعیت این مکان ۶۶۳ نفر (۱۸۳خانوار) بوده‌است.